# Janusz Kołodrubiec
Janusz Kołodrubiec – polski reżyser i producent filmowy.
Wielokrotny twórca teledysków dla polskich artystów, m.in. dla Edyty Górniak, Kasi Kowalskiej czy Magdy Femme. Nominowany do Nagrody Muzycznej Fryderyk w 1996 roku w kategorii Twórca / reżyser teledysku roku oraz w 1997 roku w dziedzinie Teledysk roku za wideoklipy do utworów „Na językach” oraz „Supermenka”. Laureat Grand Prix na Festiwalu Polskich Wideoklipów Yach Film za całokształt twórczości w dziedzinie tworzenia polskich wideoklipów muzycznych.

## Teledyski
- 1994: „Zanim zrozumiesz” - Varius Manx
- 1995: „Heledore babe” - Hey
- 1995: „Anioł” - Hey
- 1995: „List” - Hey
- 1995: „Tatuaż” - Edyta Bartosiewicz
- 1995: „Szał” - Edyta Bartosiewicz
- 1995: „Zegar”[5] – Edyta Bartosiewicz
- 1995: „Przestrzeń”[6] – Big Day
- 1996: „Harry”[7] – Firebirds
- 1996: „Ostatni” - Edyta Bartosiewicz
- 1996: „Orła cień”- Varius Manx
- 1996: „Ten sen”- Varius Manx
- 1996: „Zostawić ślad”- Big Day
- 1996: „Życie cudem jest”- De Su
- 1996: „Kruchego świata echem”- De Su
- 1996: „Chcę znać swój grzech”[8] – Kasia Kowalska
- 1996: „Why should I”[8] - Kasia Kowalska
- 1997: „Radosny” - Patrycja Kosiarkiewicz
- 1997: „W świetle dnia” - Mafia
- 1997: „Na językach”[3] – Kayah
- 1997: „Supermenka”[3] - Kayah
- 1998: „Dumka na dwa serca”[9] – Edyta Górniak & Mieczysław Szcześniak
- 1998: „Da da da”[10] – Formacja Nieżywych Schabuff
- 2000: „2000 takich świąt”- Krzysztof Krawczyk
- 2000: „Kosmiczna rewolucja”[11] – Justyna Steczkowska
- 2002: „Marusia”[12] - Maryla Rodowicz
- 2002: „Anastazja”[13] – Łzy
- 2003: „Nasza jest cała ta noc” - De Mono